# Sara Lawergren

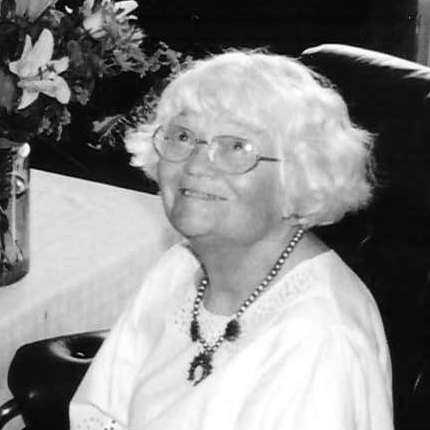
Sara Lawergren på 80-årsdagen 1999

Sara Fredrika Lawergren, född 23 juli 1919 i Visby stadsförsamling på Gotland, död 14 mars 2017 i Visby, var en svensk reklamtecknare och textildesigner samt upphovskvinna till en rad kända och spridda publikationer om textilhantverk utgivna från 1940 till mitten av 1980-talet i många upplagor. Hennes bok Bomärket har tryckts i mer än 30 upplagor och i över 200 000 exemplar.

## Yrkesliv
Sara Lawergren arbetade några år på Cedergren och Erikssons sybehörsaffär i Visby innan hon fick anställning som reklamtecknare hos All-Reklam i Visby. Där gjorde hon bland annat skyltar, vykort, diplom och annonser. 
Hon var en flitig akvarellmålare och målade periodvis en tavla i veckan som såldes på Ridelius galleri i Visby. Akvarellmåleri och textildesign ägnade hon sig åt på kvällar och helger.
Hon har designat en mängd mönster i konstsöm, filé och pinnspets, klostersöm, korsstygn, flamskvävnad, virkning och frivoliteter för AB E. Holmqvists Eftr. i Malmö (EHE), Dollfus-Mieg & CO (DMC), Marks, AB O. Oehlenschlägers Eftr. (OOE) och Thieriez & Cartier-Bresson (CB), och har även publicerat flera mönster i veckotidningar, bland annat Allers Veckotidning.
Utöver egna publikationer har hon gjort omslag och vinjetter till andras, exempelvis Virkvännen 1952 och Spetsskrinet 1955 av Maria Danielsson samt Nyttospetsar 1955 av Iris Markström.
År 1982 komponerade och sydde hon kyrkduken Tron, Hoppet och Kärleken till Stenåsa kyrka på Öland. Sara Lawergren är begravd på Norra kyrkogården i Visby.

## Familj
Sara Lawergren var dotter till bilreparatören Willy Lawergren (1895–1972) och mejerskan Sigrid Lawergren, född Pettersson (1895–1931). Fadern var född i Hablingbo socken på Gotland och modern i Stenåsa socken på Öland. Fadern var skicklig på att teckna och hans far lanthandlaren Olof Leonard Lawergren (1858–1939) målade också tavlor. Sara Lawergren var ogift och hade inga barn.

## Tunnare mönsterhäften
- Gallerspetsar, EHE AB E. Holmqvists eftr., Malmö.
- Handarbetsbok, CB Thiriez & Cartier-Bresson, Paris.
- DMC Superba Virkbok 701, EHE AB E. Holmqvists eftr., Arlöv.
- Decorativa Virkbok, EHE Mönsterserie Nr 395, EHE AB E. Holmqvists eftr., Malmö.
- Ombré I, EHE Mönsterserie 401, EHE AB E. Holmqvists eftr., Malmö.
- Ombré II, EHE Mönsterserie Nr 402, EHE AB E. Holmqvists eftr., Malmö.
- Orkidé Frivolitetsmönster, EHE Mönsterserie Nr 403, EHE AB E. Holmqvists eftr., Malmö.
- Filé och pinnspetsmönster, EHE Mönsterserie Nr 404, EHE AB E. Holmqvists eftr., Malmö.
- Roulett Kudde - DMC Mönster nr 587
- Blå Anemon, tablett - DMC Mönster nr 588
- Citrus Väggbonad - DMC Mönster nr 598
- Virkad gungstolsmatta eller löpare - DMC Mönster nr 608, EHE/DURO, Malmö
- Virkade grytlappar - DMC Mönster nr 609, EHE/DURO, Malmö
- Sara och Margareta, grytlappar - EHE Mönsterserie Nr 813, EHE/DURO, Malmö
- Johanna och Emma, grytlappar - EHE Mönsterserie Nr 814, EHE/DURO, Malmö
- Magdalena och Kristina, grytlappar - EHE Mönsterserie Nr 815, EHE/DURO, Malmö
- Virkade rutor - EHE Mönsterserie Nr 818, EHE, Malmö
- Vit tablett - EHE Mönsterserie Nr 824, EHE/DURO, Malmö
- Rund duk - EHE Mönsterserie Nr 830, EHE/DURO, Malmö
- Virkad duk, EHE Mönsterserie Nr 837, EHE/DURO, Malmö.
- Virkade konfektskålar och ljusstakar, EHE Mönsterserie Nr 838, EHE/DURO, Malmö
- Virkade korgar, EHE Mönsterserie Nr 839, EHE/DURO, Malmö.
- Gardinkappa, EHE Mönsterserie Nr 841, EHE/DURO, Malmö
- Duk och tabletter, EHE Mönsterserie Nr 842, EHE/DURO, Malmö
- Fönsterlöpare, gardinkappa och tabletter, EHE Mönsterserie Nr 843, EHE/DURO, Malmö
- Rund stjärnduk, EHE Mönsterserie Nr 846, EHE/DURO, Malmö
- Duk, EHE Mönsterserie Nr 847, EHE/DURO, Malmö.
- Virkad duk - EHE Mönsterserie Nr 848, EHE/DURO, Malmö
- Våffeldukar - EHE Mönsterserie Nr 849, EHE/DURO, Malmö
- Juldekorationer, EHE Mönsterserie Nr 864, EHE, Malmö.
- Virkad julgardin, EHE Mönsterserie Nr 866, EHE, Malmö.
- Virkad löpare, EHE Mönsterserie Nr 867, EHE, Malmö.
- DMC Broderskola – Modell 38-39, EHE AB E. Holmqvists eftr., Malmö.
- CB Mönsterblad – S100-103, CB Thiriez & Cartier-Bresson, Paris.